# Сабласти
„Сабласти” је југословенски ТВ филм из 1964. године. Режирао га је Даниел Марушић а сценарио је написан по делу Хенрика Ибсена.

## Улоге
| Глумац            | Улога |
| ----------------- | ----- |
| Борис Бузанчић    |       |
| Нела Ержишник     |       |
| Нева Росић        |       |
| Фабијан Шоваговић |       |